# Friedrich Adolf Heyne
Friedrich Adolf Heyne (1760-1826) fue un botánico alemán.

## Algunas publicaciones
- 1804. Pflanzen-Kalender: oder, Versuch einer Anweisung welche Pflanzen man in jedem Monat in ihrer Blüthe finden könne und auf welchem Standorte (Agenda de plantas: o un intento de un comunicado que las plantas se pueden encontrar en cada mes en su mejor momento y en qué lugares). Ed. Barth
- 1806. Pflanzen-Kalender, oder, Versuch einer Anweisung welche Pflanzen man in jedem Monat in ihrer Blüthe finden könne: und auf welchem Standorte (calendario de la planta, o un intento de un comunicado que las plantas se pueden encontrar en cada mes de su flor: y en qué lugares). Ed. Johann Ambrosius Barth. 403 pp.

## Honores

### Epónimos
- (Asclepiadaceae) Heynella Backer[1]

- La abreviatura «F.Heyne» se emplea para indicar a Friedrich Adolf Heyne como autoridad en la descripción y clasificación científica de los vegetales.[2]